# 상주박물관
상주박물관은 경상북도 상주시에 있는 공립 박물관이다.

## 연혁
- 가칭“상주박물관건립자문위원회” 결성 : 1998. 4
- 상주역사민속박물관 명칭 확정 : 1998. 6
- 박물관 위치 선정 : 1998. 11
- 박물관전시기본계획학술용역 : 1999. 3
- 편입토지 매입완료 : 2002. 7
- 경상북도 투·융자 심사 승인 : 2002. 6
- 사전환경성 검토 협의 : 2002. 11
- 국토이용개발계획안 결정 고시 : 2003. 3
- 기본설계 및 실시설계용역 : 2003. 5
- 공사 착공 : 2003. 12
- 상주박물관건립자문위원회 상주박물관으로 명칭확정 : 2005. 10
- 공사 준공 : 2005. 12
- 전시공사 준공 : 2007. 5
- 2007년 11월 2일 박물관 개관
- 2008년 11월 8일 어린이체험관 신축
- 2010년 10월 30일 세미나동 개관 및 수장고 증축
- 2017년 5월 2일 상설전시실 리모델링
- 2017년 11월 27일 농경문화관 개관 및 수장고 증축

## 관람 안내
관람 및 매표시간
- 관람시간: 오전 9시부터 오후 6시까지(입장은 오후 5시 30분까지)
- 매표시간: 오전 9시부터 오후 5시까지

휴관일
- 매년 1월 1일
- 매주 월요일 (다만, 월요일이 공휴일인 경우 개관을 하고, 그 다음 평일을 휴관일로 함.)
- 그 밖에 상주시장이 정하는 일자